# Pierre Chédeville
Pour les articles homonymes, voir Chédeville.
Pierre Chédeville (né  le 13 octobre 1694 à Oulins ; décédé le 24 septembre 1725 à Paris) était un virtuose français de la musette de cour. Il était issu de la famille de musiciens Chédeville-Hotteterre. Pierre Chédeville, contrairement à ses frères Esprit Philippe et Nicolas Chédeville ne s'est pas explicitement illustré comme compositeur,.

## Biographie et œuvre
Pierre Chédeville fut engagé à l'âge de 15 ans en 1709 avec son frère Esprit Philippe comme joueur de musette à l'Opéra de Paris. Les deux frères y étaient visiblement sous la protection et la surveillance de leurs grands-oncles Louis et Nicolas Hotteterre, puisqu'ils y étaient répertoriés sous le nom de Hotteterre.
En janvier 1714, Pierre Chédeville reprit la charge de son grand-oncle Louis Hotteterre, qui se retira de ses fonctions publiques. Après la mort de ce dernier en 1720, Pierre Chédeville devint hautboïste de la musique de la Chambre du Roi et de la Grande Écurie.
Pierre Chédeville mourut à Paris en 1725 et ne survécut pas longtemps à son grand-oncle et mécène Louis Hotteterre.